# Церковь Святого Олафа (Чирчубёвур)
Церковь Святого Олафа (фар. Ólavskirkjan) — средневековая церковь в деревне Чирчубёвур на Фарерских островах, построенная около 1200 года, что делает её старейшей церковью на Фарерском архипелаге. До Реформации здание церкви служило резиденцией католического епископа.
В 1875 году после реставрации сооружения многие ценные находки (среди них ― резные торцы церковных скамей) были переданы в Национальный музей Дании, но в 2002 году они снова были возвращены на Фареры. Реликвии, найденные в церкви Святого Олафа (и сама церковь) неоднократно печатались на почтовых марках — в 1980, 1984 и 2001 годах (в каждой серии было выпущено по 4 марки).

## Галерея

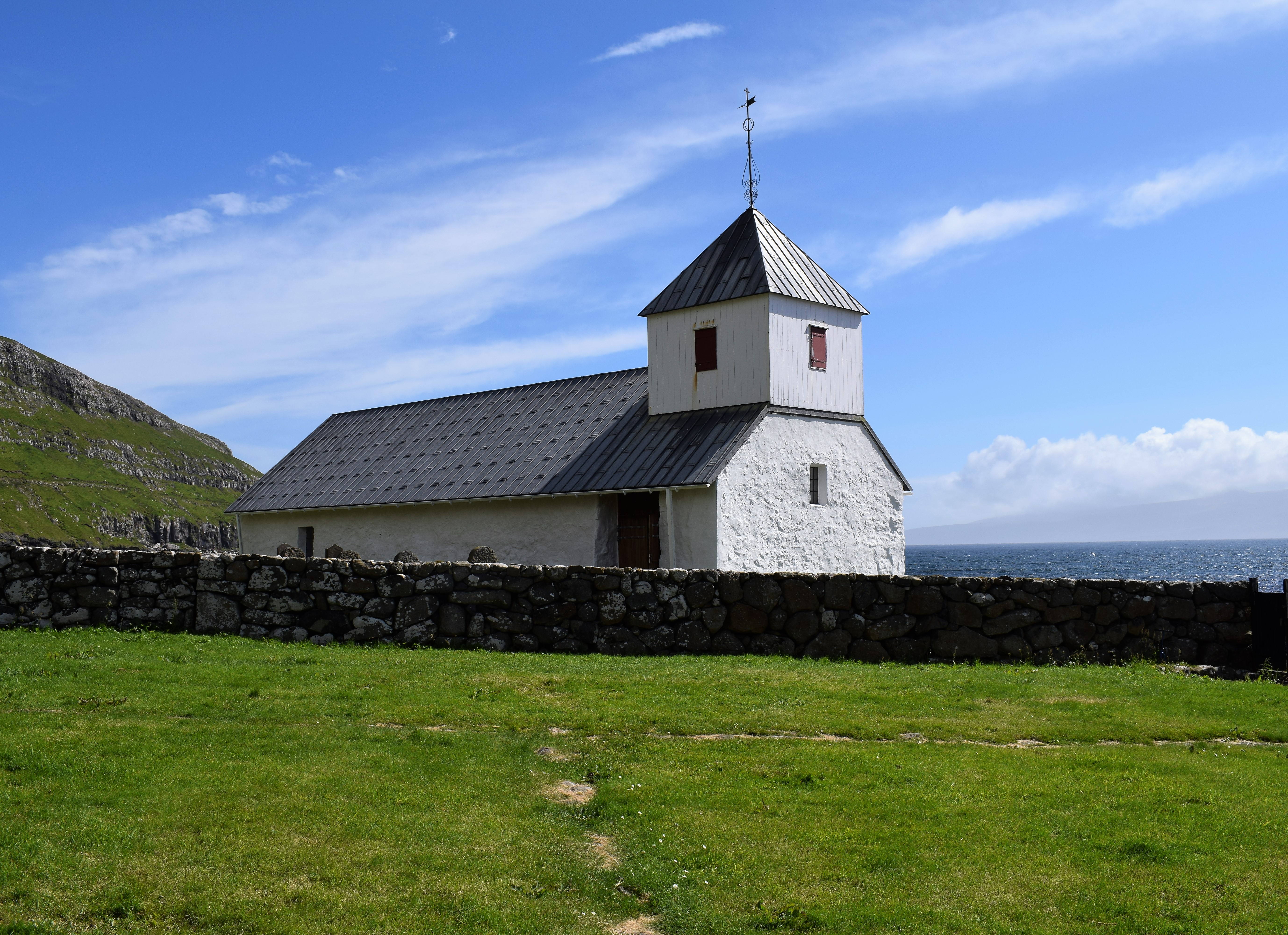
Здание церкви
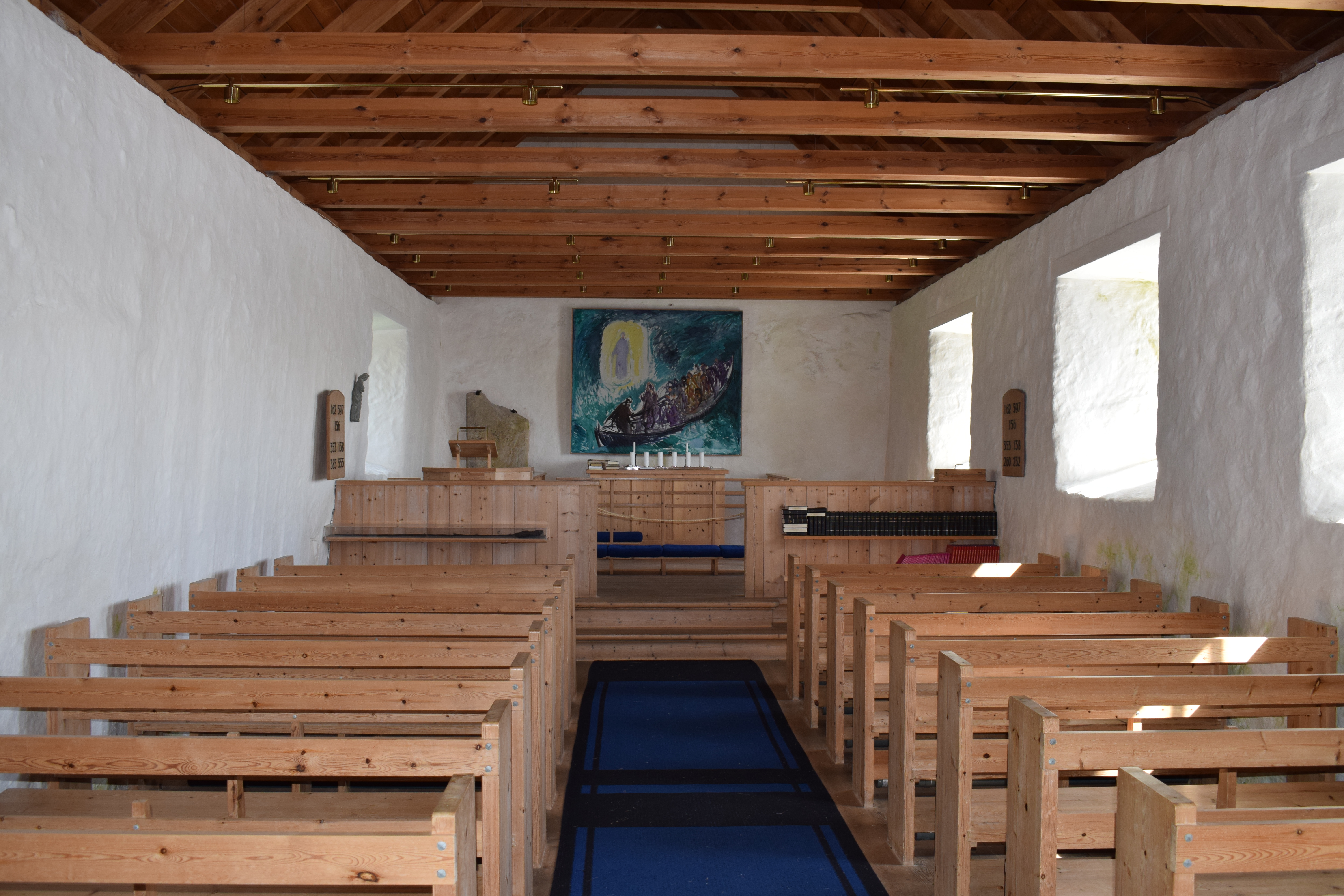
Интерьер
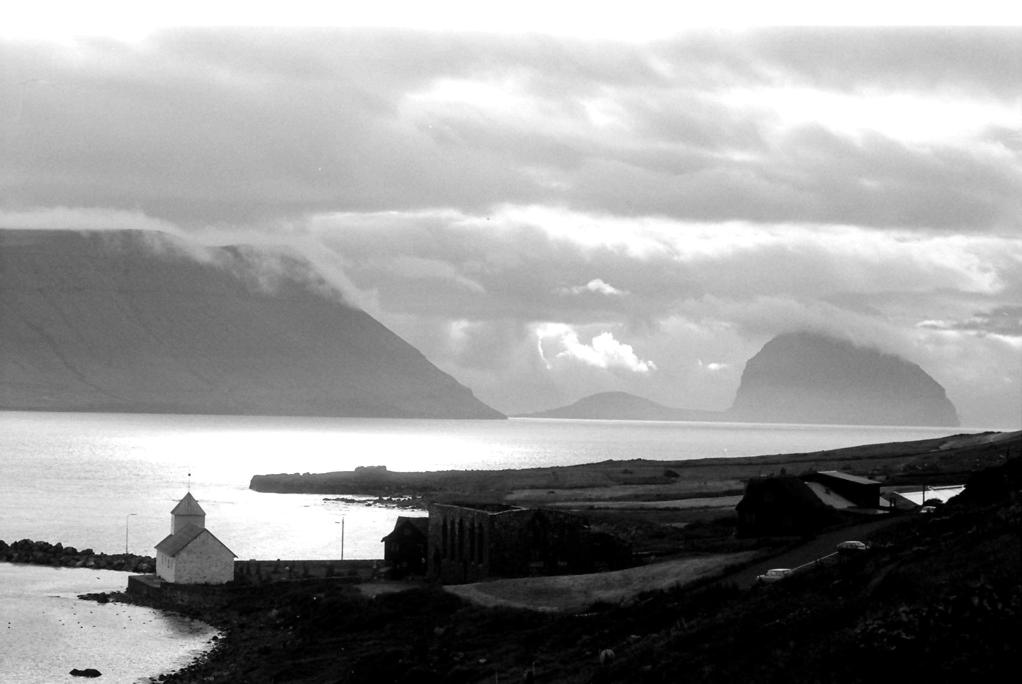
На заднем плане ― острова Сандой и Хестур
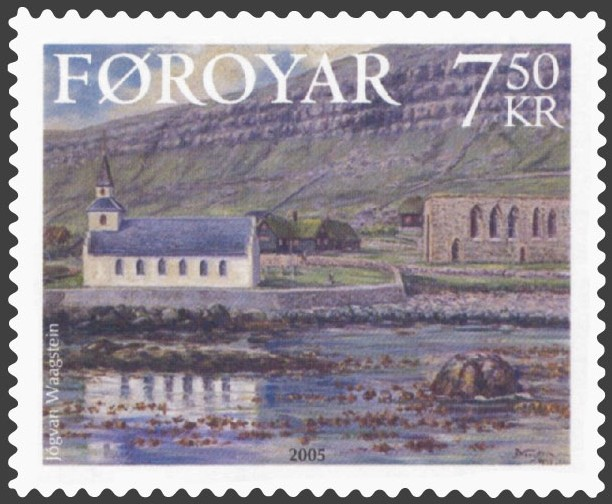
Церковь на почтовой марке